# つまみ枝豆
つまみ枝豆（つまみえだまめ、1958年6月1日 - ）は、日本のお笑い芸人。株式会社TAP（旧社名・オフィス北野）代表取締役。静岡県田方郡修善寺町（現在の伊豆市）出身。ビートたけし率いるたけし軍団の一員。本名は青木 隆彦（あおき たかひこ）。妻は同じくTAP所属でフリーアナウンサーの江口ともみ。

## 来歴・人物
主にたけしの番組や監督作品への出演などで知られる。タレントとして活動するとともに、俳優としてドラマ、舞台にも出演。1990年前後からは怪談の語り手としても活動している。
1996年に江口ともみと結婚。枝豆は再婚となる。実家は修善寺（現在の伊豆市）で山葵を栽培しており、村長の家系でもある。
同じ軍団員のタカやラッシャーと共にゴルフ好きであり、ゴルフ番組で何度も共演している。
カーマニアで、たけしの友人である所ジョージの深夜の車情報番組には何度かゲスト出演したことがある。過去にはレーサーとして活動した経験を持つ。

## 略歴
三島高等学校を中退。暴走族でもあり、一時は右翼団体「防共挺身隊」に所属していた（仲間と語らって川口市役所へ押しかけたり、木刀を持ってソ連領事館を襲撃した経験もあるという）。また右翼時代に逮捕され服役した。
地元の先輩で幼なじみでもあったガダルカナル・タカから誘われ、コンビ『カージナルス』を結成。当時の芸名は「ポポ」。
後に草野球の助っ人をする中でたけし軍団へ参加。芸名を決める宴席では順番が最後の方であったため芸名のネタが切れ、その宴席のテーブルに酒肴として枝豆とフグがあったのを見たたけしから「じゃあお前はどちらか選べ、“つまみ枝豆”か“フグ珍味ピリピリ”だ!」と2択を提示され、マシな方を選んだことから現在の芸名に決められる。タカと共に軍団入りしたことでカージナルスは活動を停止した。
その後、たけしの付き人・運転手を2年ほど務めた。フライデー襲撃事件では井手らっきょ、ラッシャー板前と共に不参加だった。これはたけしが意図的に呼ばなかったとされていたが、当時たけし軍団セピアに所属していたキドカラー大道は自身のTwitterで「単に電話が繋がらなかっただけ。俺が電話した当事者なので」と証言している。事件後にテレビで放送された会見でフライデースタッフの顔を確認し、単独でフライデーを襲撃しようと準備していたが留置場にいたたけしが取調官へ頼み込んで真っ先に電話をかけ、「とにかく動くな」という指示を受けて踏み留まった。軍団メンバーの謹慎中は留守部隊として活動していた。
1990年代より稲川淳二や池田貴族と並び、怪談の話者としての活動に力を入れる。他の軍団メンバーと違い、師匠のたけしと共に枝豆自身も霊感が強い。
2005年から2006年まで『劇団まめや別館』を主宰していた。

### エピソード
- 2021年7月21日に放送された水曜日のダウンタウンの「突然マネージャーから鬼越トマホークの『うるせーなぁ!』のくだり食らったら意外とシリアスな状況になっちゃう説」のドッキリ企画では、仕掛人が師匠のビートたけしに対する言い方を『たけし』と呼び捨てにしたことに怒りを示した。（これは、師匠に対する愛を示したものであった）[7]。

## 出演

### バラエティ・情報番組
- スーパージョッキー（1983年 - 1999年、日本テレビ）
- 痛快なりゆき番組 風雲!たけし城（TBS）
- OH!たけし（日本テレビ）
- アイドルパンチ（テレビ朝日）
- こだわりTV PRE★STAGE・真夏の怪談特集（テレビ朝日）
- 北野ファンクラブ（1991年 - 1996年、フジテレビ）
- 北野富士（1996年 - 1997年、フジテレビ）
- 足立区のたけし、世界の北野（1997年 - 2002年 枝豆の出演は1998年から、フジテレビ）
- ベストタイム（2000年 - 2004年、TBS）
- こたえてちょーだい!（2001年 - 、フジテレビ）
- 朝までたけし軍団（テレビ朝日）
- ダウンタウンのガキの使いやあらへんで!!・松本人志罰ゲーム 一人ぼっちの廃旅館一泊二日の旅（2001年8月26日、日本テレビ）
- 巨人中毒（2002年、日本テレビ）
- NNNニュースプラス1・特集コーナーのグルメレポーター（日本テレビ）不定期で放送
- ビートたけしの絶対見ちゃいけないTV（TBS）
- たけしの等々力ベース（2010年 - 、BSフジ）
- 溜池Now 第39 - 41回「すべらない怪談話Vol.1 - 3」（GyaO）
- オールスター感謝祭（TBS）
- さんま・中居の今夜も眠れない（ビートたけしと共に2011年の中継ゲスト、フジテレビ）
- 最恐!怪談夜話（NHKBS-2、2009年8月22日）
- 旅ちゃんガイド（2008年 - 2009年3月、旅チャンネル）- 番組MC
- Abemaエンタメサンデー (2016年7月 - 2017年6月、AbemaNews) - 江口ともみと共に夫婦でMC[8]
- はじめてのたけし（BSスカパー）
- 水曜日のダウンタウン（2021年7月21日、TBS)
- カーグラフィックTV（2024年11月21日、BS朝日)

### テレビドラマ
- はみだし刑事情熱系 第1シリーズ 第5話「狙われた女刑事!」（1996年、テレビ朝日）
- はぐれ刑事純情派 第10シリーズ 第25話「口が災い…未練の女」（1997年、テレビ朝日）山手中央署地域課員の巡査 役
- ひなたぼっこ（1998年、TBS）
- 日本テレビ開局55周年記念スペシャルドラマ「東京大空襲」（2008年3月、日本テレビ）
- 東京少女草刈麻有 第2話「機械じかけの天使」（2008年10月11日、BS-i） - 小宅博 役
- 月曜ゴールデン（TBS）
  - 「駅弁刑事・神保徳之助3」（2009年） - 轟 役
  - 「捜査指揮官 水城さや1」（2013年1月28日） - 武藤正也 役
- こちら葛飾区亀有公園前派出所（2009年、TBS） - 熊田 役
- NHK大河ドラマ 龍馬伝（2010年、NHK）
- 土曜ワイド劇場（テレビ朝日）
  - 「再捜査刑事・片岡悠介」（2010年3月13日） - 永田哲郎 役
  - 「火災調査官・紅蓮次郎13」（2012年11月10日） - 飯塚浩介 役
- 土曜時代劇 隠密八百八町 第5，6話（2011年2月5、12日、NHK） - 信濃屋正兵衛 役
- ハンチョウ〜神南署安積班〜シリーズ4 〜正義の代償〜 第9話（2011年6月6日、TBS） - 管理人 役
- 水戸黄門第43部 第3話「名馬が守った父娘の絆 -平塚-」（2011年7月18日、TBS / C.A.L） - 権兵衛 役
- 連続テレビ小説 おひさま 第20週（2011年8月15日・16日、NHK） - 助役 役
- RUN60 第4話 - 第6話（2012年5月9日 - 5月23日、毎日放送） - 品川耕太郎 役
- プレミアムドラマ 真夜中のパン屋さん（2013年4月28日 - 6月16日、NHK BSプレミアム） - 松川幸夫 役
- 水曜ミステリー9（テレビ東京）
  - 「捜査一課 見当たり班 鷹子の眼」（2007年1月21日） - 持田和之 役
  - 「駐在刑事」（2014年4月2日） - 石川博康 役
  - 「北海道警事件ファイル 警部補 五条聖子3」（2015年2月4日） - 雨宮耕太 役
- 連続テレビ小説 花子とアン 第18週（2014年7月28日、NHK） - 日下部 役
- 三匹のおっさん2〜正義の味方、ふたたび!!〜 第7話（2015年6月5日、テレビ東京） - 笹谷 役
- 第14回テレビ朝日21世紀新人シナリオ大賞「夏目家どろぼう綺談」（2016年1月3日、テレビ朝日） - 高校の校長 役
- 連続テレビ小説 とと姉ちゃん 第90回（2016年7月16日、NHK） - バラックの男 役

### 映画
- 3-4X10月（1990年、松竹）
- みんな〜やってるか!（1995年、日本ヘラルド映画） - 石川五右衛門 役
- HANA-BI（1998年、日本ヘラルド映画） - 岸本加世子に絡むサラリーマン 役
- 座頭市（2003年、松竹） - 黒幕の営む酒場の客 役
- 監督・ばんざい!（2007年、バンダイビジュアル） - 空手道場の太鼓係 役
- 前橋ヴィジュアル系（2011年3月公開、ケイダッシュステージ、監督:大鶴義丹）
- 浅草キッド（2021年、Netflix）
- 虎の流儀 （2022年秋・2作品連続公開予定、ユナイテッドエンタテインメント）[9]
  -   虎の流儀 ～旅の始まりは尾張 東海死闘編～
  -   虎の流儀 ～激突！ 燃える嵐の関門編～

### Vシネマ
- 雀鬼4 麻雀代理戦争（1994年、竹書房）
- パチンコ バトル・ロワイアル（2001年、トランスフォーマー）
- パチンコ バトル・ロワイアルII（2004年、トランスフォーマー）
- むこうぶち 高レート裏麻雀列伝（2007年、GPミュージアムソフト）
- 覇者の掟 第二章（2018年） - 竜仁会若頭補佐 沼田組組長 沼田誠司
- 組織を震撼させた男（2019年） - 剛鬼会会長 杉浦秀成

### ラジオ
- 大竹まことゴールデンラジオ（2010年2月23日、2011年3月29日、2015年文化放送）
- 高田文夫のラジオビバリー昼ズ（2024年2月5日、ニッポン放送）

### ビデオ作品
- TV放送禁止シリーズ「つまみ枝豆のとっても怖い話」（2000年、トランスフォーマー）
- TV放送禁止シリーズ「恐怖の枝豆」（2001年、トランスフォーマー）
- ゲラゲラ・ザ・ワールド マル秘でたらめ放送局（2002年、トランスフォーマー）

### 舞台
- 蜷川幸雄演出「唐版 滝の白糸」（2000年）
- 蜷川幸雄演出「真情あふるる軽薄さ2001」（2001年）
- 劇団まめや別館「鑑定士・財部真一」（2005年4月13日 - 17日、於・シアターサンモール）
- 劇団まめや別館「GO! BANG! BANK!」（2006年1月10日 - 15日、於・SPACE107）
- 劇団まめや別館「みやこ旅館」（2006年7月23日 - 27日、於・全労済ホールスペース・ゼロ）
- 菊次郎とさき（2012年） - 英治 役
- たけし軍団40周年記念舞台『ウスバカゲロウな男たち』（2023年3月、シアターサンモール）[10]

### CM
- サッポロビール（1989年 - 1990年）
- 郵政省関東郵政局「簡易保険・ニューナイスプラン」（1992年）
- ほてい缶詰「やきとり」（1992年 - 1994年）
- ミスズレジャーセンター（1995年 - 1996年）

### ナレーション
- 古瀬絵理の美酒と温泉（2009年 - 、旅チャンネル）

## 著書
- 湯ヶ島キッド（1988年、太田出版）ISBN 4900416401 - ガダルカナル・タカとの共著
- 戦慄「たけし軍団」の霊界秘話（1990年、主婦と生活社）ISBN 4391112523
- ぼくの恐怖生体験（1999年、竹書房文庫）ISBN 4812404991
- あなたのうしろに霊がいる!（2000年、竹書房文庫）ISBN 4812406390